# Бездуганов, Василий Дмитриевич
Василий Дмитриевич Бездуганов — советский и российский педагог и общественный деятель. С 1961 по 1996 годы — директор музыкальной школы города Азова, с 1998 по 2006 годы — председатель Азовского городского совета ветеранов. Заслуженный работник культуры РСФСР (1980). Почётный гражданин города Азова (1998).

## Биография
Василий Дмитриевич Бездуганов родился 29 июля 1927 года в семье сельского врача хутора Гуляй-Борисовка Мечётинского района Ростовской области. Будучи школьником, встретил начало Великой Отечественной войны и пережил фашистскую оккупацию. После освобождения родного села от немцев продолжил учёбу в школе, совмещая её с работой в колхозе.
По окончании средней школы в 1944 году Василий Бездуганов был призван в Красную армию. Служил в 18-й снайперской школе, после чего был направлен в Иран, где в составе 113-й горнострелковой дивизии охранял его границу от немецких войск и басмачей, несколько раз был ранен. После войны служил в Севастополе на гвардейском корабле «Красный Кавказ». Кроме того, Василий Дмитриевич принимал активное участие в художественной самодеятельности и вскоре его пригласили петь в ансамбль песни пляски Черноморского флота.
После демобилизации в 1951 году, Бездуганов закончил вокальное отделение Ростовского музыкального училища, а также заочно исторический факультет Ростовского государственного университета, совмещая учёбу с работой директором в им же созданной музыкальной школе в городе Сальске.
С 1961 года Василий Дмитриевич проживал в Азове, где в течение 35 лет работал директором местной детской музыкальной школы. Под его руководством получили развитие не только традиционные отделения фортепианного,  духового и хорового обучения — здесь появились и иные: эстрадно-джазовое, театральное, классического балета и другие, а сама школа обзавелась новым зданием. За заслуги в развитии культуры и искусства в городе в 1998 году Решением Азовской городской Думы был удостоен звания Почётного гражданина города Азова.
Помимо работы в сфере искусства Василий Дмитриевич Бездуганов занимался и общественно-значимыми делами: он восемь раз избирался в городской Совет народных депутатов (1967—1990) и являлся председателем президиума Азовского городского совета ветеранов труда (1998—2006).